# Tyson Campbell
Tyson M. Campbell (Plantation, 17 marzo 2000) è un giocatore di football americano statunitense che milita nel ruolo di cornerback per i Jacksonville Jaguars della National Football League (NFL).

## Carriera

### Jacksonville Jaguars
Al college Campbell giocò a football a Georgia. Fu scelto nel corso del secondo giro (33º assoluto) nel Draft NFL 2021 dai Jacksonville Jaguars. Debuttò come professionista subetrando nella gara del primo turno contro gli Houston Texans facendo registrare due tackle. La sua stagione da rookie si concluse con 70 placcaggi, 2 intercetti e 10 passaggi deviati.
Nel penultimo turno della stagione 2022 Campell recuperò un fumble forzato dal compagno Josh Allen ritornando il pallone in touchdown nella vittoria sugli Houston Texans. Chiuse l'annata con un nuovo primato personale di 3 intercetti.
L'unico intercetto della stagione 2023, Campbell lo mise a segno nel primo turno sul quarterback degli Indianapolis Colts Anthony Richardson.
Il 23 luglio 2024 Campbell firmó con i Jaguars un rinnovo quadriennale del valore di 76,5 milioni di dollari.